# 総合病院中津川市民病院
総合病院中津川市民病院（そうごうびょういんなかつがわしみんびょういん）は、岐阜県中津川市にある医療機関。中津川病院出資組合病院を前身とする公設病院であり、1982年（昭和57年）に日本の病院で初めてMRI装置が診療用に設置された病院である。

## 概要
総合病院中津川市民病院は診療科23科・病床360床（一般360床）を有する東濃医療圏東部（恵那市、中津川市）において最大規模の病院である。日本医療機能評価機構認定病院。臨床研修指定病院。救急指定病院として岐阜県知事により告示されている。また阿木診療所を中津川市阿木に設置している。
岐阜県は県内を５医療圏に分割しており、東濃医療圏の３次医療担当施設は岐阜県立多治見病院であるが、同院は東濃地方の最西部に位置しているため、総合病院中津川市民病院が東濃東部の2.5次医療までを担当している。岐阜県の医療計画の中で、地域災害医療センター、DMAT指定病院、周産期医療協力病院、難病ネットワーク協力病院などの指定を受けている。また長野県と隣接する立地条件から、同じ中津川市内の公立病院である国民健康保険坂下病院と同様に南木曽町・大桑村などからの越境来院者も多い。
2004年よりスタートした臨床研修医制度により、地方病院の医師不足問題とそれに連鎖した経営状態の悪化が全国的に問題となっているが、中津川市は平成24年（2012年）より名古屋大学医学部に寄付講座を開設し、地域の包括的医療システムの構築を目的とした中津川市地域総合医療センターを立ち上げた。地域の医療資源を有機的に利用できるように、総合診療科を中心としたネットワーク作りが注目されている。また「公立病院改革プラン」を策定して、病院改革を進めている。
設備面においてはMRIや2管球CT、リニアック・マイクロトロン、マンモグラフィなどの高度医療機器を備えている。また冒頭の通り1982年に日本ではじめてMRIを導入した病院でもある。
その他の特徴として、医療ソーシャルワーカーの配置された医療相談室が設置されており医療相談をすることができる。また生活習慣病として増加傾向をみせている糖尿病についての市民教室が、入門シリーズと応用編に分けられて盛んに開かれている。そのほか職員の福利厚生として、全職員向けに院内保育所が設置されている。

## 病院前救急診療科・ドクターカー
従来のドクターカーの運用は救急部や救命救急センターに所属する医師が日常の業務を行いながら要請を受けるとドクターカーで出動するのが一般的だが、中津川市民病院では2013年(平成25年)9月にドクターカー専属の病院前救急診療科を創設して、2014年(平成26年)3月にドクターカー（通称NEMAC：Nakatsugawa Emergency Medical Assistance Car）の本格運用を開始した。専属の医師と看護師が、24時間365日医師宿舎か病院で待機して出動できる体制を取っている。

## 沿革
- 1941年（昭和16年）：中津川病院出資組合病院を恵那郡中津町（現中津川市）に移管。中津町立中津川病院が開業。
- 1944年（昭和19年）：日本医療団に移管。日本医療団中津川病院に変更。
- 1948年（昭和23年）：中津川赤十字病院と改称。
- 1956年（昭和31年）：中津川赤十字病院を中津川市が買収。国民健康保険中津川市民病院に改称。6科（内科、外科、眼科、産婦人科、放射線科、理学診療科）、病床数73床。
- 1959年 3月20日：養育医療指定医療機関として指定される[広報 4]。
- 1966年（昭和41年）：中津川市えびす町に移転新築。
- 1968年（昭和43年）：中津川市民病院に改称。
- 1982年（昭和57年）：総合病院となる。日本で初めてMRIが設置される[1][2][3]。
- 1989年（平成元年）：14科から22科に増設。現在位置に移転新築。
- 2005年（平成17年）：急性期多機能棟竣工、300床から360床に増床する。
- 2008年（平成20年）：電子カルテシステム稼働開始。
- 2009年（平成21年）：DPC対象病院となる。
- 2013年（平成25年）9月：病院前救急診療科を創設[5]。
- 2014年（平成26年）3月：ドクターカーの本格運用を開始[5]。

## 組織概要
- 診療部
  - 診療各科
- 看護部
- 薬剤部
- 医療技術部
  - 放射線技術科
  - 検査課
  - リハビリテーション技術科
  - 栄養管理課
  - 医療機器管理科
- 地域医療部
- 医療情報部
- 医療安全部
- 事務局

## 診療科
- 内科
- 腎臓内科
- 血液内科
- 神経内科
- 消化器内科
- 循環器内科
- 呼吸器内科
- 内分泌代謝内科
- 総合診療科
- 心療精神科
- 外科（肛門科も含む）
- 脳神経外科
- 形成外科
- 整形外科
- 小児科
- 眼科
- 皮膚科
- 泌尿器科
- 産婦人科
- 歯科口腔外科
- 耳鼻咽喉科
- リハビリテーション科
- 麻酔科
- 放射線科
- 病院前救急診療科

## 専門外来
- 小児神経外来（小児科）
- 小児循環器外来（小児科）
- 心臓外科外来（外科）
- 胸部乳腺外科外来（外科）
- もの忘れ外来（神経内科）
- 助産師外来（産婦人科） ほか

## 交通機関
- 東鉄バス 「市民病院前」バス停下車
  - 中津川線（恵那駅 - 中津川駅）
- 北恵那交通 「市民病院前」バス停下車
  - 坂本線（中津川駅 - 美乃坂本駅）
  - 市民病院線（上苗木 - 市民病院前）
  - 広域市民病院線（市民病院 - 付知峡倉屋温泉・付知峡権四薙）

各路線とも途中での折り返しがあるので注意。

## 阿木診療所

### 概要
阿木地区の地域医療を担う中津川市民病院の診療所である。火曜日・木曜日の午前・午後と土曜日の午後に診療が行われる。

### 診療科
- 内科
- 外科

### 所在地・アクセス
- 岐阜県中津川市阿木219番地1
  - 明知鉄道阿木駅から徒歩8分
  - 中津川福祉巡回バス　阿木地区南ルート 「診療所」バス停下車

火曜・木曜・土曜のみの運行

#### 広報資料・プレスリリースなど一次資料
1. ↑  新たな岐阜県地域医療再生計画[リンク切れ]
2. ↑  中津川市地域総合医療センター[リンク切れ]
3. ↑  ドクターカーとは
4. ↑  “岐阜県養育医療指定医療機関” (PDF).  岐阜県 (2015年4月1日). 2015年12月13日閲覧。